# 圣皮埃尔阿韦兹
圣皮埃尔阿韦兹（法語：Saint-Pierre-Avez）是法国上阿尔卑斯省的一个市镇，位于该省西南部，属于加普区。该市镇的总面积为11.37平方公里，2009年时的人口为29人。

## 人口
圣皮埃尔阿韦兹人口变化图示
| 数据来源：INSEE |